# Durée de vie des plantes
On distingue les plantes annuelles, bisannuelles et pluriannuelles.
Chez les annuelles, la germination, la croissance, la floraison et la maturation des graines se succèdent en l'espace d'une année ou moins.
Les espèces bisannuelles attendent la deuxième année pour fleurir et pour que leurs graines viennent à maturité.
Quant aux pluriannuelles, elles fleurissent et ont des fruits plusieurs années de suite. Parmi ces dernières, on compte les plantes vivaces, dont la partie aérienne herbeuse meurt après la maturation des fruits ; les sous-arbrisseaux, qui conservent leur partie inférieure lignifiée et font de nouvelles pousses aux printemps ; et les arbres et arbustes, chez lesquels l'axe lignifié de la tige reste intact.